# Leptoteleia andreai
Leptoteleia andreai är en stekelart som beskrevs av Lubomir Masner 1978. Leptoteleia andreai ingår i släktet Leptoteleia och familjen Scelionidae. Inga underarter finns listade i Catalogue of Life.